# أنبار عليا
أنبار عليا (بالفارسية: انبار علیا) هي قرية تقع في أذربيجان الغربية في إيران. يقدر عدد سكانها بـ 129 نسمة .